# Gary Gillespie
Gary Gillespie, né le 5 juillet 1960 à Bonnybridge (Écosse), est un footballeur écossais, qui évoluait au poste de défenseur à Liverpool et en équipe d'Écosse. 
Gillespie n'a marqué aucun but lors de ses treize sélections avec l'équipe d'Écosse entre 1987 et 1991.

## Carrière
- 1977-1978 : Falkirk
- 1978-1983 : Coventry City
- 1983-1991 : Liverpool FC
- 1991-1994 : Celtic FC
- 1994-1997 : Coventry City  [1]

## Palmarès

### En équipe nationale
- 13 sélections et 0 but avec l'équipe d'Écosse entre 1987 et 1991.

### Avec Liverpool FC
- Vainqueur de la Ligue des champions de l'UEFA en 1984.
- Vainqueur du Championnat d'Angleterre de football en 1986, 1988 et 1990.
- Vainqueur du Community Shield en 1987, 1988 et 1990.
- Vainqueur de la Screen Sport Super Cup en 1986.